# Remy Sylado
Remy Sylado, właśc. Yapi Panda Abdiel Tambayong (ur. 12 lipca 1945 w Ujungpandang, zm. 12 grudnia 2022 w Dżakarcie) – indonezyjski pisarz, aktor i muzyk; artysta udzielający się w wielu dziedzinach sztuki.

## Życiorys
Jego ojcem był Johannes Tambayong, kaznodzieja z ludu Minahasa, który zajmował się też komponowaniem. Kształcił się w szkołach katolickich w Semarang. Równocześnie rozwijał swoje umiejętności artystyczne, występując w szkolnych przedstawieniach i biorąc udział w konkursach malarskich. Po ukończeniu szkoły średniej wstąpił do Akademi Seni Rupa Indonesia i Akademi Teater Nasional Indonesia. Pracował jako dziennikarz dla magazynu Tempo i gazety Sinar Indonesia. Tworzył wiele opowiadań i esejów, posługując się szeregiem pseudonimów.
W latach 70. XX wieku słynął ze swojego niekonwencjonalnego stylu poezji, zwanego puisi mbeling. Wniósł cenny wkład w rozwój literatury indonezyjskiej. Jest autorem licznych powieści (ok. 50) i scenariuszy teatralnych (ok. 30). Powieść pt. Kerudung Merah Kirmizi (2002) przyniosła mu nagrodę literacką Khatulistiwa.